# Leo Hübner
Leo Hübner (* 1919; † 1990) war ein deutscher Basketballtrainer.

## Leben
Der aus Pensa stammende Hübner spielte bereits vor 1945 Basketball, laut Quellenlage erlernte er das Spiel in Lettland.
Er baute 1952 bei der HSG „Geschwister Scholl“ Wissenschaft die erste Basketballmannschaft in Halle (Saale) auf, nachdem diese Sportart zuvor teils innerhalb der Sektion Volleyball ausgeübt wurde, aber bis dahin unorganisiert geblieben war. Er trainierte Mannschaften beim SC Wissenschaft Halle beziehungsweise SC Chemie Halle. Zu seinen Schützlingen in Halle gehörten auch Axel Straube sowie der spätere Spitzenschiedsrichter Siegfried Käsebier, der insbesondere in Magdeburg tätige Horst Neuhof wurde in Sachen Basketball ebenfalls stark von Hübner beeinflusst.
1953 betreute er im Trainergespann mit Anton Kartak die aus Spielern der DDR und der BRD gebildeten deutschen Mannschaft, die an der Europameisterschaft teilnahm und dort den 14. Platz belegte. Hübner war später auch Trainer der DDR-Nationalmannschaft und leitete diese während der Ausscheidungsrunde für die Olympischen Sommerspiele 1960 an. Sein Studium an der Deutschen Hochschule für Körperkultur schloss Hübner 1962 mit der Arbeit „Die langfristige kollektive und individuelle Trainingsplanung im Basketball. Dargestellt am Beispiel des SC Chemie Halle“ ab.
In den 1960er Jahren gehörte Hübner gemeinsam mit Gerhard Franke, Georg Brock, Gerhard Heinecke, Eberhard Herrmann und Theo Endert zu denjenigen Trainern, die den Minibasketball mit auf Kinder angepassten Regeln und Gegebenheiten in der Deutschen Demokratischen Republik einführten.
Hübner war in den 1950er und 1960er Jahren Vizepräsident des DDR-Basketballverbandes. Er legte ein umfassendes Archiv über den Basketballsport in der DDR an, das nach Hübners Ableben von Gunther Schmidt übernommen sowie aufbereitet wurde und später in den Bestand des Deutschen Basketball Bunds überging.